# Buluh Kasab
Buluh Kasab is een bestuurslaag in het regentschap Batang Hari van de provincie Jambi, Indonesië. Buluh Kasab telt 1447 inwoners (volkstelling 2010).